# フットノート (映画)
『フットノート』（ヘブライ語: הערת שוליים）は、ヨセフ・シダー監督・脚本、シュロモ・バル＝アバとリオル・アシュケナージ出演の2011年のイスラエルのドラマ映画である。ヘブライ大学で教鞭を取る父親と息子の関係が描かれる。
第64回カンヌ国際映画祭では脚本賞を獲得する。2011年のオフィール賞では9部門を獲得し、さらに第84回アカデミー賞外国語映画賞にはイスラエル代表として出品される。『フットノート』はアカデミー賞外国語映画賞最終選考9作品に残り、さらに本選ノミネートも果たすが、受賞はイラン映画の『別離』に譲った。
日本では世界三大映画祭の受賞作で日本未公開の作品を初公開する「三大映画祭週間2014」にて上映された。

## キャスト
- エリエゼル: シュロモ・バル＝アバ（ヘブライ語版） - タルムード学の無名の大学教授。
- ウリエル: リオル・アシュケナージ（英語版） - エリエゼルの息子。タルムード学の著名な大学教授。
- イェフディット: アリサ・ローゼン（ヘブライ語版） - エリエゼルの妻。ウリエルの母。
- ディクラ: アルマ・ザック（英語版） - ウリエルの妻。

## 公開
プレミア上映は2011年5月14日に第64回カンヌ国際映画祭のコンペティション部門で行われた。同映画祭では脚本賞を獲得した。イスラエルでは2011年6月2日にユナイテッド・キング・フィルムズ配給で公開された。北アメリカではソニー・ピクチャーズ クラシックス配給で公開された。日本では2014年に三大映画祭週間で上映された。

### 興行収入
北アメリカでは200万7451ドルを売り上げている。

### 批評家の反応
Rotten Tomatoesでは75件のレビューで支持率は91%、平均点は7.7/10となっている。Metacriticでは27件のレビューで加重平均値は82/100となっている。